# جاستن سالاس
جاستن سالاس (بالإنجليزية: Justin Salas) هو فنان قتال مختلط أمريكي، ولد في 13 مارس 1982 في غرين ريفر في الولايات المتحدة.

## وصلات خارجية
- جاستن سالاس على موقع شيردوغ (الإنجليزية)
- جاستن سالاس على موقع IMDb (الإنجليزية)